# Paul Kalkbrenner
Paul Kalkbrenner (wym. /paʊl ˈkalkbrɛnɐ/; ur. w 1977 w Lipsku) – niemiecki muzyk sceny elektronicznej oraz aktor.

## Życiorys
Kalkbrenner urodził się w 1977 roku w Lipsku w Niemieckiej Republice Demokratycznej. Jest synem dziennikarzy Jörna Kalkbrennera i Carly Eisel, wnukiem malarza Fritza Eisela. Ma młodszego brata Fritza. Kalkbrenner dorastał w Berlinie Wschodnim.
Wczesne lata 90. i przypadające na ten okres pierwsze doświadczenia muzyczne w legendarnych klubach E-Werk, Planet i Whale ukształtowały muzyczny światopogląd Paula.
Od 1999 współpracował z należącą do Ellen Allien oficyną wydawniczą BPitch Control. W tym samym roku powstała jego pierwsza EP-ka „Friedrichshain”. Później przyszła kolej na następne dokonania, w tym dwa albumy: „Superimpose” oraz „Time”. Oba wydane w 2001. Trzy lata później ukazał się kolejny album Kalkbrennera – „Self”, który zapoczątkował nowy etap twórczy.
Trzeci „longplay” skonstruowany został niczym soundtrack do filmu, który nigdy nie powstał. W 2005 powstał utwór „Gebrünn Gebrünn”, który stał się hitem.
W 2008 Hannes Stöhr, niemiecki reżyser i wielbiciel muzyki Kalkbrennera, zaproponował mu kooperację przy filmie „Berlin Calling”, który miał być opowieścią o berlińskiej scenie techno. W trakcie pracy okazało się, że Paul nie tylko jest wymarzonym twórcą ścieżki dźwiękowej, ale też idealnie nadaje się do zagrania głównej roli. Kalkbrenner zadebiutował jako aktor wcielając się w postać DJ Ickarusa. W jednym z numerów, pt. „Sky and Sand”, który został skomponowany na potrzeby filmu i stał się przebojem, usłyszeć można wokalne możliwości brata Paula, Fritza Kalkbrennera.
W 2009 po dekadzie działalności postanowił rozstać się z oficyną BPitch Control i od tego czasu samodzielnie steruje swoją karierą. W 2010 wydał DVD/Blu-ray „2010 – A Live Documentary”. DVD jest podsumowaniem solowej trasy koncertowej.
W czerwcu 2011 Kalkbrenner wydał kolejny album autorski „Icke Wieder”. 3 sierpnia 2012 wydał swój kolejny singiel „Das Gezabel”. Piosenka pojawiła się na albumie „Guten Tag”, który został wydany 30 listopada tego samego roku.
30 maja 2014 powstał album „x” z remixami od Pan-Pot i Joris Voorn.

## Życie prywatne
Kalkbrenner ożenił się 25 sierpnia 2012 roku z Rumunką Aną Simina Grigoriu (DJane). 20 kwietnia 2015 urodziła im się córka, Isabella Amelie.

## Dyskografia

### Albumy (wybrane)
- 2001: Superimpose (BPitch Control)
- 2001: Zeit (BPitch Control)
- 2004: Self (BPitch Control)
- 2005: Maximalive (Minimaxima)
- 2006: Reworks (BPitch Control)
- 2008: Berlin Calling (BPitch Control)
- 2011: Icke wieder (Paul Kalkbrenner Musik)
- 2012: Guten Tag (Paul Kalkbrenner Musik)
- 2014: x (Paul Kalkbrenner Musik)
- 2015: 7 (Sony Music)
- 2018: Parts Of Life (Sony Music)

### EPki i single
- 1999: Paul dB+ – Friedrichshain (BPitch Control)
- 1999: Paul dB+ – Largesse EP (Synaptic Waves)
- 2000: Paul dB+ – Gigahertz (Cadeaux)
- 2000: Paul dB+ – Largesse Plus EP (Synaptic Waves)
- 2000: Paul Kalkbrenner – dB+ (BPitch Control)
- 2001: Grenade – Performance Mode (Cadeaux)
- 2001: Paul Kalkbrenner – Chrono (BPitch Control)
- 2002: Paul Kalkbrenner – Brennt (BPitch Control)
- 2003: Paul Kalkbrenner – F.FWD (BPitch Control)
- 2003: Paul Kalkbrenner – Steinbeißer (BPitch Control)
- 2004: Paul Kalkbrenner – Press On (BPitch Control)
- 2005: Expander & Kalkito – Heinzens Weinsenz Schweinzens! (Soniculture Portugal)
- 2005: Paul Kalkbrenner – Tatü-Tata (BPitch Control)
- 2006: Paul Kalkbrenner – Keule (BPitch Control)
- 2007: Paul Kalkbrenner – Altes Kamuffel (BPitch Control)
- 2008: Paul Kalkbrenner – Bingo Bongo (BPitch Control)
- 2009: Paul & Fritz Kalkbrenner – Sky and Sand (BPitch Control)
- 2009: Paul Kalkbrenner – Berlin Calling Vol. 1 (BPitch Control)
- 2009: Paul Kalkbrenner – Berlin Calling Vol. 2 (BPitch Control)
- 2011: Paul Kalkbrenner – Böxig Leise (Paul Kalkbrenner Musik)
- 2011: Paul Kalkbrenner – Jestrüpp (Paul Kalkbrenner Musik)
- 2012: Paul Kalkbrenner – Das Gezabel (Paul Kalkbrenner Musik)
- 2012: Paul Kalkbrenner – Der Stabsvörnern (Paul Kalkbrenner Musik)
- 2013: Paul Kalkbrenner – Der Buhold (Paul Kalkbrenner Musik)
- 2015: Paul Kalkbrenner – Cloud Rider
- 2015: Paul Kalkbrenner – „Feed Your Head” – platynowa płyta w Polsce[7]
- 2015: Paul Kalkbrenner – Mothertrucker
- 2016: Paul Kalkbrenner – (Let Me Hear You) Scream
- 2019: Paul Kalkbrenner – „No Goodbye” – platynowa płyta w Polsce[7]
- 2020: Paul Kalkbrenner – Parachute
- 2023: Paul Kalkbrenner – Schwer

### Filmografia
- 2008: Berlin Calling – DJ Ickarus
- 2010: Paul Kalkbrenner 2010 – A Live Documentary